# Christian von Aicholt

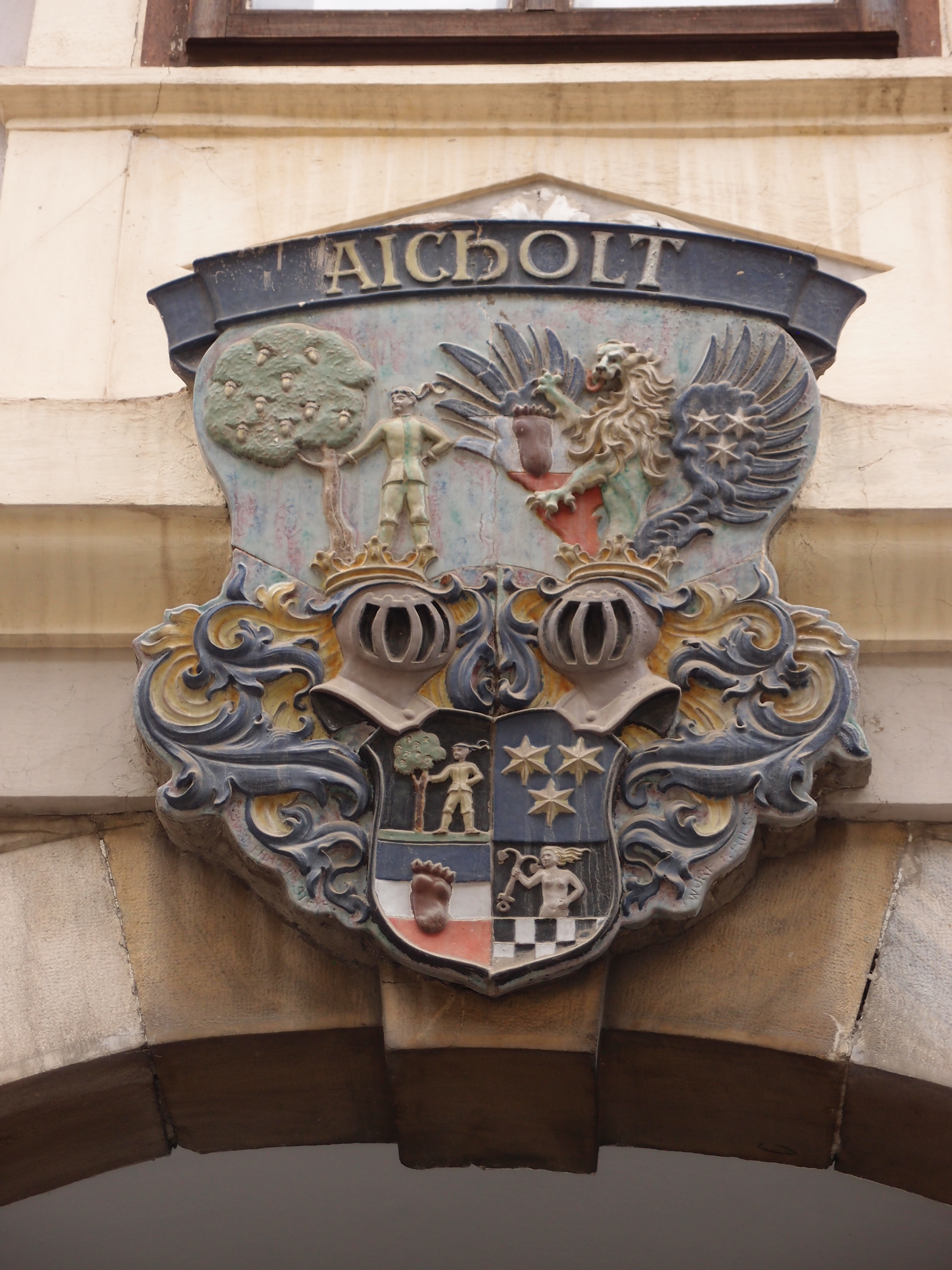
Aicholt-Wappen in Klagenfurt

Christian Graf von Aicholt (* 1754; † 1838) stammte aus dem österreichisch-kärntnerischen Adelsgeschlecht Aicholt.
Von 1810 bis 1815 bekleidete er in Linz folgende Ämter:
- 1810 Präsident der obderennsischen Landrechte,[3]
- 1810 bis 1812 provisorischer Leiter der obderennsischen Landesverwaltung,[3]
- 1812 bis 1815 Präsident der obderennsischen Landesregierung,[3]

Von 1815 bis 1822 war Aicholt Gouverneur von Innerösterreich (Präsident des steiermärkisch-kärntnerischen Guberniums in Graz).
1822 erhielt er die aus Gesundheitsgründen erbetene Versetzung in den Ruhestand unter gleichzeitiger Verleihung des Kommandeurkreuzes des St.-Stephans-Ordens, woraufhin er noch einige Jahre in Klagenfurt lebte.